# Amerikaans-Samoa op de Olympische Jeugdzomerspelen 2010
Amerikaans-Samoa nam deel aan de Olympische Jeugdzomerspelen 2010 in Singapore, de eerste editie van de Olympische Jeugdspelen.

## Deelnemers en resultaten
(m) = mannen, (v) = vrouwen 

### Gewichtheffen
| Olympiër          | Discipline    | Resultaat | Prestatie                         |
| ----------------- | ------------- | --------- | --------------------------------- |
| Saumaleato Fa’agu | tot 85 kg (m) | 7e        | 210 kg (trekken: 95; stoten: 115) |

### Worstelen
| Olympiër              | Discipline                  | Resultaat | Prestatie |
| --------------------- | --------------------------- | --------- | --- |
| Manuolefoaga Sualevai | vrije stijl, tot 100 kg (m) | 8e        | groep A 0-4 GEO Geno Petriashvili 0-4 MGL Oyunbold Enkhtugs 0-4 AZE Ali Magomedabirov 7e/8e plaats 0-3 RSA Andries Schutte |

### Zeilen
| Olympiër         | Discipline | Resultaat | Prestatie                                                 |
| ---------------- | ---------- | --------- | --------------------------------------------------------- |
| Tu’lemanu Ripley | dinghy (v) | 30e       | 271 punten (335-64) (30-31-27-31-27-29-27-27-25-22-33-26) |

### Zwemmen
| Olympiër         | Discipline        | Resultaat | Prestatie                |
| ---------------- | ----------------- | --------- | ------------------------ |
| Benjamin Gabbard | 200 m vrij (m)    | dns       | 1R serie 1: niet gestart |
| Benjamin Gabbard | 200 m vlinder (m) | dns       | 1R serie 2: niet gestart |

Afghanistan · Albanië · Algerije · Amerikaanse Maagdeneilanden · Amerikaans-Samoa · Andorra · Angola · Antigua en Barbuda · Argentinië · Armenië · Aruba · Australië · Azerbeidzjan · Bahama's · Bahrein · Bangladesh · Barbados · België · Belize · Benin · Bermuda · Bhutan · Bolivia · Bosnië en Herzegovina · Botswana · Brazilië · Britse Maagdeneilanden · Brunei · Bulgarije · Burkina Faso · Burundi · Cambodja · Canada · Centraal-Afrikaanse Republiek · Chili · China · Chinees Taipei · Colombia · Comoren · Congo-Brazzaville · Congo-Kinshasa · Cookeilanden · Costa Rica · Cuba · Cyprus · Denemarken · Djibouti · Dominica · Dominicaanse Republiek · Duitsland · Ecuador · Egypte · El Salvador · Equatoriaal-Guinea · Eritrea · Estland · Ethiopië · Fiji · Filipijnen · Finland · Frankrijk · Gabon · Gambia · Georgië · Ghana · Grenada · Griekenland · Groot-Brittannië · Guam · Guatemala · Guinee · Guinee‑Bissau · Guyana · Haïti · Honduras · Hongarije · Hongkong · Ierland · IJsland · India · Indonesië · Irak · Iran · Israël · Italië · Ivoorkust · Jamaica · Japan · Jemen · Jordanië · Kaaimaneilanden · Kaapverdië · Kameroen · Kazachstan · Kenia · Kirgizië · Kiribati · Koeweit · Kroatië · Laos · Lesotho · Letland · Libanon · Liberia · Libië · Liechtenstein · Litouwen · Luxemburg · Macedonië · Madagaskar · Malawi · Malediven · Maleisië · Mali · Malta · Marshalleilanden · Marokko · Mauritanië · Mauritius · Mexico · Micronesië · Moldavië · Monaco · Mongolië · Montenegro · Mozambique · Myanmar · Namibië · Nauru · Nederland · Nederlandse Antillen · Nepal · Nicaragua · Nieuw-Zeeland · Niger · Nigeria · Noord-Korea · Noorwegen · Oeganda · Oekraïne · Oezbekistan · Oman · Oostenrijk · Oost‑Timor · Pakistan · Palau · Palestina · Panama · Papoea-Nieuw-Guinea · Paraguay · Peru · Polen · Portugal · Puerto Rico · Qatar · Roemenië · Rusland · Rwanda · Saint Kitts en Nevis · Saint Lucia · Saint Vincent en Grenadines · Salomonseilanden · Samoa · San Marino · Sao Tomé en Principe · Saoedi-Arabië · Senegal · Servië · Seychellen · Sierra Leone · Singapore · Slovenië · Slowakije · Soedan · Somalië · Spanje · Sri Lanka · Suriname · Swaziland · Syrië · Tadzjikistan · Tanzania · Thailand · Togo · Tonga · Trinidad en Tobago · Tsjaad · Tsjechië · Tunesië · Turkije · Turkmenistan · Tuvalu · Uruguay · Vanuatu · Venezuela · Verenigde Arabische Emiraten · Verenigde Staten · Vietnam · Wit-Rusland · Zambia · Zimbabwe · Zuid-Afrika · Zuid-Korea · Zweden · Zwitserland